# النوء ماديرا
النوء ماديرا (Pterodroma ماديرا) هي فصيلة منالطيور البحرية من أسرة طيور بترل ، وهو مستوطن في جزيرة ماديرا. هذا النوء لديه أجنحة طويلة رمادية مع علامة في شكل "W " أغمق على الأجنحة والجزء العلوي وذيل رمادي. الجانب السفلي من الأجنحة مسود باستثناء مثلث أبيض على مقربة من الجسم، والبطن أبيض. يبدو الكثير مثل النوء gongon (P. feae) ، بالإضافة إلى الصغيرة وإنه ليس من السهل دائما التمييز بين هذين النوعين من ماكارونيسيا. إن النوء ماديرا المتخصصة في الجحور. بيضة واحدة بيضاء، المحتضنة من قبل الذكور والإناث في المقابل، فإن أحد المتبقية على عش في حين أن البعض يذهب إلى تتغذى على الأسماك والحبار.
إن النوء ماديرا كان سابقا يعتبر من الأنواع الفرعية من النوء حريري (P. موليس) ، ولكن النوعين ليست في الواقع أقرب مما يبدو في البداية والنوء ماديرا وقد ارتقى إلى رتبة الكامل الأنواع مرة واحدة راسخة الاختلافات في التشكل والبكاء السلوك الجنسي بين النوعين، والمزيد من الدراسات على الحمض النووي في الميتوكوندريا. هو طائر البحر الأكثر عرضة للتهديد في أوروبا، وليس لديها سوى عدد قليل من مواقع التكاثر في وسط جبال ماديرا. يعتبر البيض، والعصافير و الكبار فريسة سهلة للقطط والفئران، كانت في السابق طبقا شعبيا للرعاة المحليين.

## الوصف
هذا النوء مع أجنحة طويلة قياس من 32 إلى 34 cm طويلة مع جناحيها من 78 إلى 86 cm ومتوسط وزن 290 grammes. وقد الظهر الأجنحة رمادي. هذه هي أكثر قتامة علامة على شكل " W ". الجانب السفلي من الأجنحة هو الظلام، باستثناء مثلث أبيض بالقرب من الجسم ؛ البطن هو الأبيض الجناحين هي الرمادي. الرأس الأبيض، رصدت مع البني مع بقعة مظلمة في أعلى نقطة سوداء وراء وأمام العين الذي هو البني. المنقار اسود والساقين الوردي. هذا اللون تمتد على الثلث الأول من الساقين، ولكن الأصابع و palmures هي البني الداكن. رحلتها السريعة يذكرني قليلا كوري Shearwater (Calonectris diomedea) أو كبيرة Shearwater (Puffinus الوبيل). عندما تكون الرياح قوية، انها تقف فوق الماء مع أجنحة جزئيا مطوية. خصائص ريش من الشباب غير معروفة، حتى في أثناء الرمي.
هذا النوع يشبه كثيرا النوء gongon (Pterodroma feae) ، ولكن أصغر قليلا. الفرق بسيط في الحجم تحلق ضوء النوء ماديرا ليست دائما كافية لتحديد ذلك بوضوح في البحر، وخصوصا عندما يتعلق الأمر إلى فرد واحد. إن النوء ماديرا قد فوهة صغيرة خفيفة عموما أطول وأرفع من النوء gongon ، وهو مرئية خاصة في الإناث الذين يبدو أن لديها منقار أكثر من نهاية. علامة بيضاء تظهر تحت الأجنحة، يمكن أن يساعد أيضا على التمييز بين هذين النوعين، لأنه موجود فقط في النوء ماديرا، ولكنها ليست مرئية بسهولة في جميع الأفراد. نهاية الأجنحة هو تقريب في النوء ماديرا، في حين انها ليست دائما في النوء gongon ، ولكن ليس معيارا لتحديد موثوق بها تماما. قبالة سواحل شرق الولايات المتحدة وجزر الأزور ، والنوء macaronésiens يمكن تمييزها بسهولة من العاصفة النوء برمودا (Pterodroma cahow) الأجزاء العليا هي مظلمة تماما باستثناء الردف، رمادي فاتح.

شحنات من الطيور Hadoram Shirihai في أرخبيل ماديرا في 2008 و 2009 و 2010 أدت إلى الملاحظة النوء من جنس Pterodroma ، وربما نفس الطيور ثلاث مرات، ويغطي تحت الجناحين إلى حد كبير أبيض، ولكن مع عزر في الجزء العلوي من الأجنحة مماثلة إلى النوء ماديرا والنوء gongon. هذا النوع من ريش لا تتوافق مع أي نوع من الأنواع المعروفة. يمكن أن يكون البديل من تلطيخ من النوء ماديرا، ولكن على أكثر من 100 الطيور القبض على العش، أيا منهم أظهر هذه تلطيخ. وفقا افتراضات أخرى، وهذا من شأنه أن يكون مجرد انحراف الوراثية تشكيل حالة معزولة، الهجين أو حتى الأصناف غير معروفة حتى الآن.
1. 1 2  IOC World Bird List Version 6.3 (بالإنجليزية), 21 Jul 2016, DOI:10.14344/IOC.ML.6.3, QID:Q27042747
2. ↑  IOC World Bird List. Version 7.2 (بالإنجليزية), 22 Apr 2017, DOI:10.14344/IOC.ML.7.2, QID:Q29937193
3. ↑  World Bird List: IOC World Bird List (بالإنجليزية) (6.4th ed.), International Ornithologists' Union, 2016, DOI:10.14344/IOC.ML.6.4, QID:Q27907675